# بيتر نيوتن
بيتر نيوتن (بالإنجليزية: Peter Newton) هو راكب الكنو أمريكي، ولد في 3 يونيو 1970 في هونولولو في الولايات المتحدة.

## وصلات خارجية
- بيتر نيوتن على موقع أوليمبيديا (الإنجليزية)